# Ireneusz Szafranek
Ireneusz Szafranek (ur. 2 maja 1956 w Krzyżankach, zm. 14 maja 2016) – polski poeta.
Debiutował w 1991 roku wierszem Wszyscy widzimy opublikowanym w lokalnej prasie. Pierwsze utwory drukował na łamach „Wieści Pępowa”, „Gazety Gostyńskiej” i „Życia Gostynia”. Pierwszy tomik, Pragnę więcej, ukazał się w 2003 r. Kolejne zbiorki ukazały się dzięki wsparciu różnych instytucji i zaprzyjaźnionych osób, którym autor dedykował swe tomy. Swoje wiersze wydaje także w zeszytach literackich Leszczyńskiego Stowarzyszenia Twórców Kultury, którego jest członkiem. 
Był uczestnikiem Ogólnopolskiego Konkursu Literacko-Fotograficzno-Plastycznego KONFRONTACJE 2004, 2007, 2008, 2009, 2011, 2012, 2013 i za swoje wiersze został wyróżniony. W 2007 r. autor zdobył tytuł zasłużonego dla powiatu gostyńskiego za osiągnięcia w dziedzinie kultury. Od 2011 roku członek Związku Literatów Polskich (oddział Zielona Góra). 
Od 1969 roku mieszkał w Pępowie.

## Publikacje
- Pragnę więcej, Pępowo: Urząd Gminy Pępowo, 2003.
- Tak mało mamy chwil wspaniałych, Pępowo: Urząd Gminy Pępowo, 2004.
- Zapisane przez wiatr, Gostyń: Biblioteka Publiczna Miasta i Gminy w Gostyniu, Muzeum w Gostyniu, Urząd Gminy Pępowo, 2005.
- Droga do domu, Gostyń, Biblioteka Publiczna Miasta i Gminy w Gostyniu, Muzeum w Gostyniu, 2005.
- Rozmowa z czasem, Pępowo: Towarzystwo Edukacyjno-Kulturalne Ziemi Pępowskiej, 2006.
- Odbicie ciszy, Grabonóg: Stowarzyszenie im. Błogosławionego Edmunda Bojanowskiego, 2007.
- Nieskończenie nieskończone, Gostyń: Stowarzyszenie Absolwentów, Wychowawców i Wychowanków Gimnazjum i Liceum w Gostyniu, Muzeum w Gostyniu, 2007.
- Stąd, Pępowo: Urząd Gminy Pępowo, 2008.
- Wyśnić znaki wyczekiwania,  Gostyń: Biblioteka Publiczna Miasta i Gminy w Gostyniu, Towarzystwo Przyjaciół Gostyńskiej Biblioteki Publicznej, 2009.
- Moment uzupełnienia, Gostyń: Biblioteka Publiczna Miasta i Gminy w Gostyniu, 2009.
- Z dotyku duszy, Gostyń: Biblioteka Publiczna Miasta i Gminy w Gostyniu, 2010.
- Rozrzucone w przemijaniu, Gostyń: Urząd Gminy Pępowo, Towarzystwo Edukacyjno – Kulturalne Ziemi Pępowskiej, 2011.
- Półprzymknięte myśli słyszeć, Pępowo: Stowarzyszenie Absolwentów w Gostyniu i Urząd Gminy Pępowo, 2012.
- Ukorzenić ponadczasowe, Pępowo: Urząd Gminy Pępowo, 2013
- Kulisy słowa, 2014
- Osłaniam źródło, 2014